# Axioprepes leucozancla
Axioprepes leucozancla är en fjärilsart som beskrevs av Turner 1945. Axioprepes leucozancla ingår i släktet Axioprepes och familjen vecklare. Inga underarter finns listade i Catalogue of Life.